# Nicolaus Nicolai Braun
Nicolaus Nicolai Braun, född 1 augusti 1658 i Fagerhults prästgård utanför Kalmar,  död 10 september 1729, var en svensk prästman och biskop i Kalmar stift. 
Nicolaus Nicolai Braun var son till kyrkoherden i Madesjö pastorat i Kalmar stift, kontraktsprosten Nicolaus Brodderi Bruun (1617–-1692) och Christina Walleria. Han var gift med biskopens i Linköping Magnus Pontins dotter Margareta Pontin. Deras efterlämnade barn antog namnet Braunerhjelm.
Braun blev filosofie magister i Uppsala 1685, varefter han i sällskap med friherre Klas Bonde företog en längre utlandsresa. År 1693 blev han kyrkoherde i Madesjö församling i Småland, 1711 biskop i Kalmar och utnämndes vid drottning Ulrika Eleonoras kröning 1719 till teologie doktor, då han också erhöll adelskap. Braun skildras som "en försiktig, foglig och uppbyggelig biskop och ordningsman".